# Holly Martin Smith
Pour les articles homonymes, voir Smith.
Holly Martin Smith est une philosophe américaine. Son domaine de recherche est l'éthique. Ses spécialités sont l'éthique normative, les questions structurelles à propos des théories normatives, les problèmes de responsabilité morale et l'éthique biomédicale. Elle est l'épouse du philosophe Alvin Goldman.

## Biographie
Smith enseigne à l'université Rutgers dans le New Jersey.